# Thiện Tân, Vĩnh Cửu
Thiện Tân là một xã thuộc huyện Vĩnh Cửu, tỉnh Đồng Nai, Việt Nam.

## Địa lý
Xã Thiện Tân có vị trí địa lý:
- Phía đông giáp xã Tân An
- Phía tây giáp xã Thạnh Phú
- Phía nam giáp phường Trảng Dài và phường Tân Hoà, thành phố Biên Hoà và xã Hố Nai 3, huyện Trảng Bom
- Phía bắc giáp xã Thường Tân, huyện Bắc Tân Uyên, tỉnh Bình Dương

Xã có diện tích 22,66 km², dân số năm 1999 là 4133 người, mật độ dân số đạt 182 người/km².

## Hành chính
Xã Thiện Tân được chia thành 3 ấp: 6-7, Ông Hường, Vàm.